# Скриточуб смугоголовий
Скриточу́б смугоголовий (Phylloscopus xanthoschistos) — вид горобцеподібних птахів родини вівчарикових (Phylloscopidae). Мешкає в Гімалаях. Раніше цей вид відносили до роду Скриточуб (Seicercus), однак за результатами молекулярно-філогенетичного дослідження, опублікованого у 2018 році, його було переведено до роду Вівчарик (Phylloscopus).

## Опис

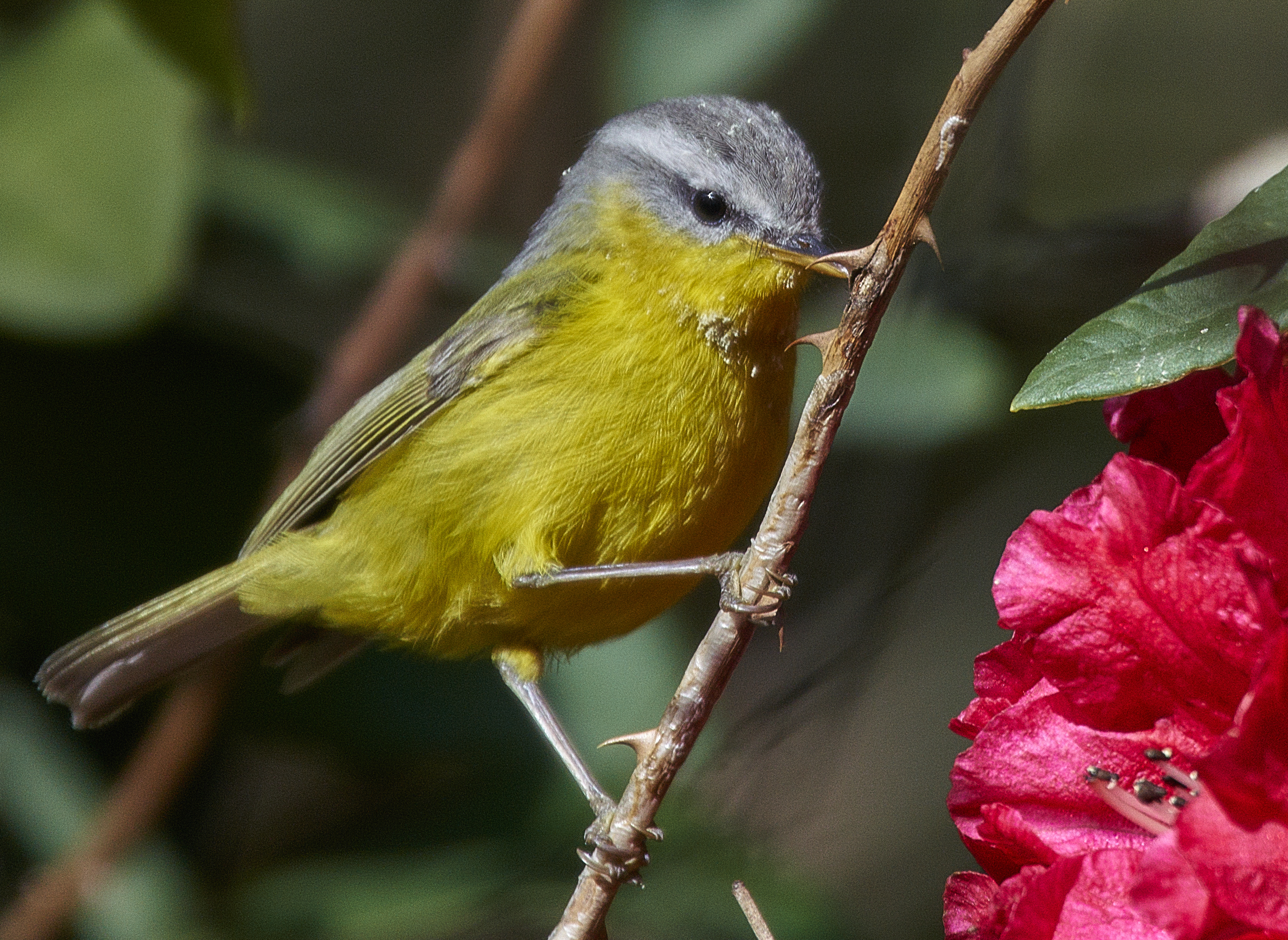
Смугоголовий скриточуб

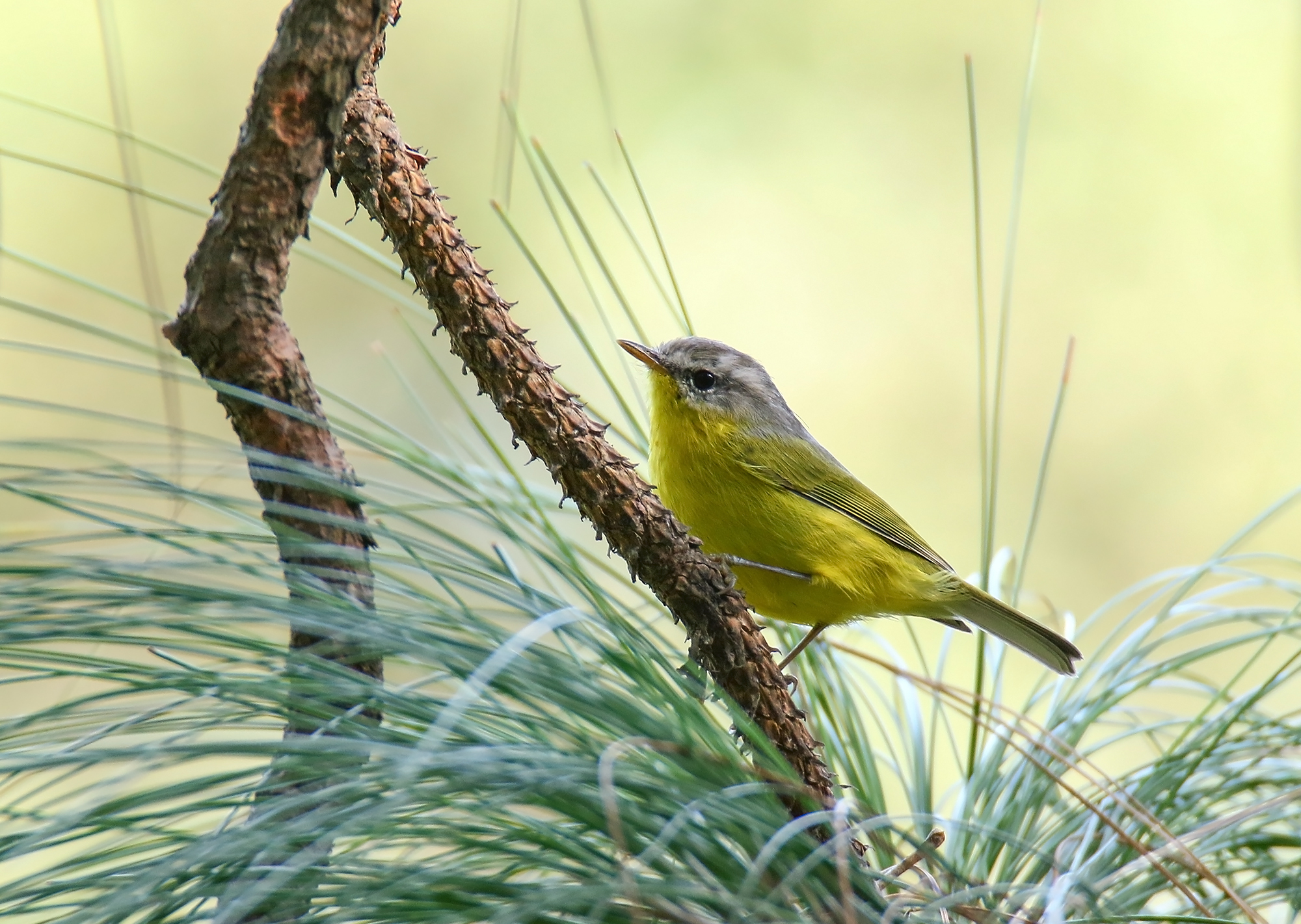
Смугоголовий скриточуб

Довжина птаха становить 10-11 см. Голова і спина сірі, крила і хвіст зеленуваті з сірими краями, нижня частина тіла яскраво-жовта. Над очима білуваті "брови", через очі ідуть темні смуги, на тімені темні смуга. Кільця навколо очей і смуги на крилах відсутні.

## Підвиди
Виділяють п'ять підвидів:
- P. x. albosuperciliaris (Jerdon, 1863) — північний Пакистан, Кашмір і північно-західна Індія;
- P. x. xanthoschistos (Gray, JE & Gray, GR, 1847) — західний і центральний Непал;
- P. x. jerdoni (Brooks, WE, 1871) — східний Непал, Сіккім, Бутан, Північно-Східна Індія (на схід до Аруначал-Прадешу) і південно-західний Китай (південний Тибет);
- P. x. flavogularis (Godwin-Austen, 1877) — Північно-Східна Індія (Ассам, Нагаленд, Маніпур), південний Китай і північна М'янма;
- P. x. tephrodiras (Sick, 1939) — Північно-Східна Індія (гори Абор[en] і Мішмі[en]) і західна М'янма.

## Поширення і екологія
Смугоголові скриточуби мешкають в Пакистані, Індії, Непалі, Бутані, Китаї і М'янмі. Вони живуть у вічнозелених гірських лісах, на висоті від 900 до 2750 м над рівнем моря. Живляться комахами і павуками, яких шукають високо на деревах. Іноді приєднуються до змішаних зграй птахів. Сезон розмноження триває з березня по серпень. Гніздо куполоподібне, розміщується на землі. В кладці від 3 до 5 білих яєць.